# Puiseux-en-Retz
Puiseux-en-Retz település Franciaországban, Aisne megyében. Lakosainak száma 221 fő (2022. január 1.). Puiseux-en-Retz Fleury, Montgobert, Soucy, Villers-Cotterêts és Vivières községekkel határos.

## Népesség
A település népességének változása:
| Lakosok száma | 141  | 143  | 229  | 234  | 217  | 213  | 214  | 217  | 218  | 221  |
|               | 1968 | 1982 | 1990 | 2006 | 2013 | 2015 | 2017 | 2019 | 2020 | 2022 |